# ایکابد کرین
ایکابد کرین یک شخصیت خیالی و قهرمان داستان کوتاه واشینگتن اروینگ "افسانه اسلیپی هالو" است. کرین در اثر اصلی و در اکثر اقتباس‌ها به‌عنوان فردی قد بلند و لاغر به تصویر کشیده شده است. او مدیر مدرسه محلی است، و به شدت به همه چیزهای ماوراء طبیعی، از جمله افسانه اسب‌سوار بی سر اعتقاد دارد. کرین در نهایت تلاش ناموفق برای خواستگاری وارث کاترینا ون تاسل را می‌کند، تصمیمی که باعث عصبانیت آبراهام «بروم بونز» ون برانت، مردی محلی می‌شود که او نیز می‌خواهد با کاترینا ازدواج کند. بعد از اینکه ظاهراً از کاترینا خواستگاری می کند، کرین در شب به تنهایی در راه خانه است که سوارکار بی سر ظاهر می شود و مدیر مدرسه را تعقیب می کند. اسب سوار در نهایت سر کدو تنبل خود را به سمت کرین پرتاب می کند و باعث می شود که او به طور مرموزی بدون هیچ ردی ناپدید شود.
جاناتان آراک استدلال می‌کند که "کرین یک نوع آمریکایی را جاودانه کرد": نوع یانکی که موفق است.

## خاستگاه
ایکابد - به معنای "بدون شکوه" در عبری - از شکل کتاب مقدس آن نام گرفته شده است. ایروینگ ممکن است این نام را از نام ایکابد کرین، سرهنگ ارتش ایالات متحده در طول جنگ ۱۸۱۲، که در سال ۱۸۱۴ در سکتس هاربر، نیویورک ملاقات کرده بود، قرض گرفته باشد.

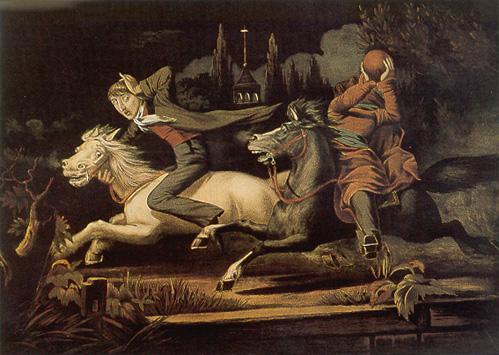
"ایکابود کرین، با احترام تقدیم به واشینگتن اروینگ" نوشته ویلیام جی. ویلگاس. کرومولیتوگرافی (حدود ۱۸۵۶)

بر اساس یادداشت ایروینگ و گواهی نامه ای که به دست مارتین ون بیورن نوشته شده است، «الگوی» (کلمات ون بیورن) برای شخصیت ایکابد کرین بر اساس استاد اصلی مدرسه کیندرهوک به نام جسی مروین - متولد کنتیکت - که ایروینگ در کیندرهوک،نیویورک در ۱۸۰۹، با او دوست شد، بود. این دو دوست به مدت سی سال به مکاتبات خود با دوستان ادامه دادند.
مدرسه اصلی کیندرهوک اکنون متعلق به انجمن تاریخی شهرستان کلمبیا است و به آن مدرسه ایکابد کرین می‌گویند.[3] مدرسه امروزی این منطقه، مدرسه ناحیه مرکزی ایکابد کرین، نیز به خاطر این شخصیت نام‌گذاری شده است.
بسیاری در تاری‌تاون ادعا می‌کنند که ساموئل یانگز اصلی‌ترین شخصیتی است که ایروینگ شخصیت ایکابد کرین را از او گرفته است.[4]  نویسنده، گری دنیس، ادعا می‌کند که در حالی که شخصیت ایکابد کرین بر اساس مروین ساخته شده است، اما ممکن است شامل عناصری از زندگی جوانان باشد.[5]

## خصوصیات
به گفته اروینگ، ظاهر ایکابد شبیه یک مترسک احمق و پیر است که از مزرعه ذرت فرار کرده است. اروینگ در داستان او را چنین توصیف می‌کند: «قد بلند، اما بسیار لاغر، با شانه‌های باریک، دست‌ها و پاهای بلند، دست‌هایی که یک مایل از آستین‌هایش آویزان بودند، پاهایی که ممکن بود برای بیل‌ها استفاده می‌کردند، و تمام قابش به‌طور آزاد به هم آویزان بود. سرش کوچک و در بالا صاف بود، با گوش‌های بزرگ، چشم‌های شیشه‌ای سبز چمنی و بینی بلند، به‌طوری که شبیه خروسی بود که روی گردن دوکی‌اش نشسته بود تا بگوید باد به کدام سمت می‌وزد".

## نقش در داستان

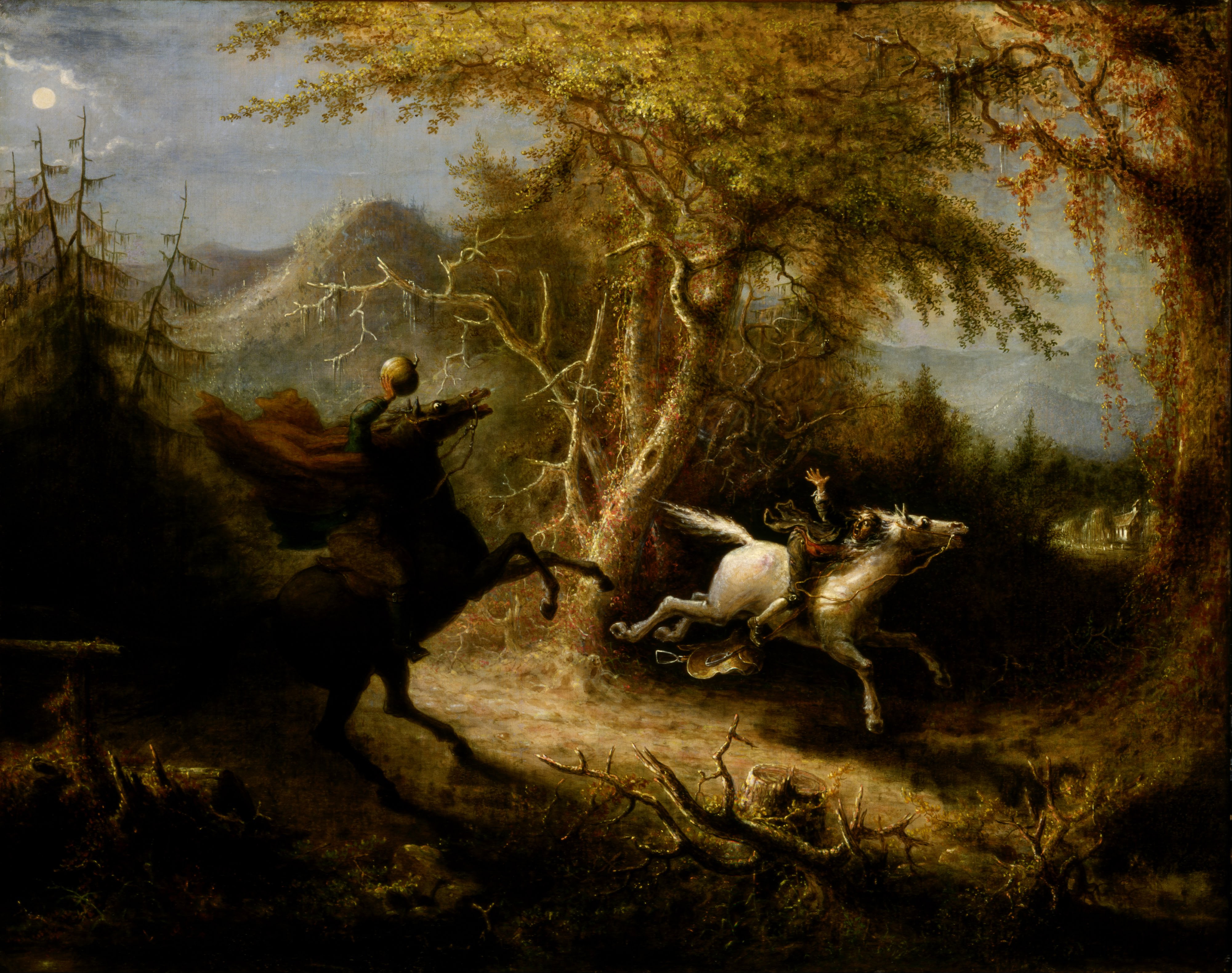
سوارکار بی سر در تعقیب ایکابد کرین، نوشته جان کوئیدور، ۱۸۵۸

### زندگی و حرفه
ایکابد کرین یک معلم مدرسه با اعتقادات قوی به ماوراء طبیعی است.  او به عنوان "مردی وظیفه شناس توصیف می شود و همیشه این اصل طلایی را در ذهن داشته است "ترکه را دریغ کن و کودک را لوس کن". با این حال، "علمای ایکابد کرین قطعاً خراب نشدند. او عدالت را با تبعیض به جای سختی اجرا می کرد؛ بار را از پشت ضعیفان برداشته و آن را بر دوش قوی ترها گذاشت".
او به عنوان مدیر مدرسه درآمد کمی داشت. دستمزد او "به سختی برای تأمین نان روزانه او کافی بود". او توانست این کار را از طریق کمک مردم محلی که "طبق عرف کشور در آن نواحی، سوار شده و در خانه‌های کشاورزانی که فرزندانشان را آموزش می‌داد، اسکان می‌داد... با آن‌ها هر هفته متوالی زندگی می‌کرد، بنابراین دور محله می‌چرخید، با تمام آثار دنیوی‌اش در دستمال نخی بسته شده بود".
ایکابد به عنوان "استاد آواز محله" نیز شناخته می‌شد و اغلب یکشنبه‌ها "با گروهی از خوانندگان برگزیده در مقابل گالری کلیسا قرار می‌گرفت؛ جایی که در خود، مزمور را کاملاً از آن شخص دور می‌کرد". او علاوه بر کار خود به عنوان مدیر مدرسه، "به جوانان آموزش مزامیر" می داد.

کالب استگال پیشنهاد می‌کند که "متمایزترین خصوصیتی که ایروینگ به ایکابد می‌دهد، یک مزمور سراینده است" و ایکابد کرین "مشهورترین میثاق‌کننده در تمام ادبیات" است."

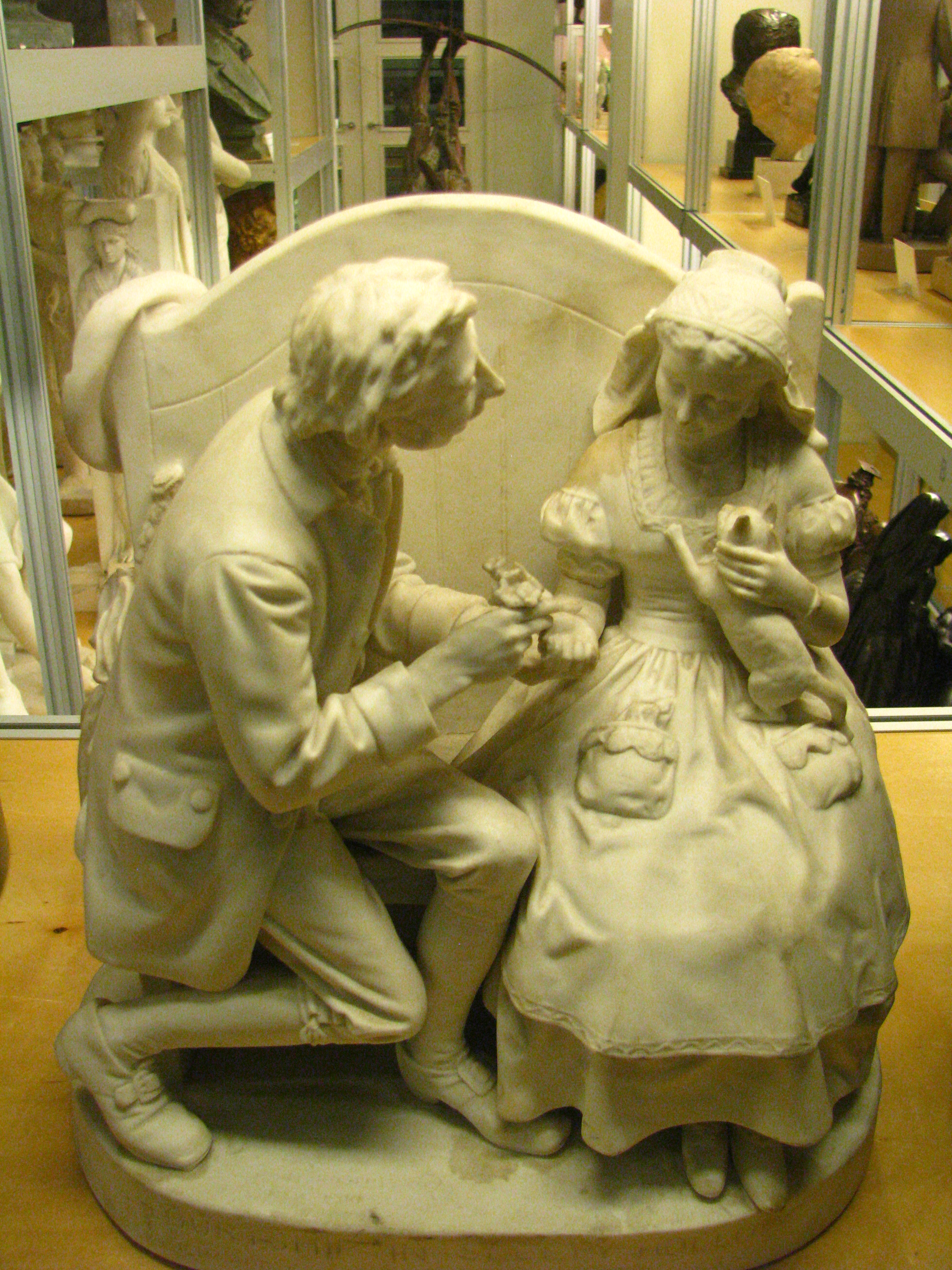
"خواستگاری در اسلیپی هالو یا ایکابد کرین و کاترینا ون تاسل" (۱۸۶۸)

### باورهای ماوراء طبیعی و شهرت محلی
ایکابد در ادبیات ماوراء الطبیعه و خرافات به خوبی خوانده شده است. در این داستان، "زنان او را به‌عنوان مردی فاضل بزرگ می‌شناختند، زیرا چندین کتاب را به طور کامل خوانده بود، و او را استاد "تاریخ افسونگری نیوانگلند" توسط کاتن ماتر می‌دانستند، که اتفاقاً او به شدت و با قدرت به آن اعتقاد داشت. علاوه بر این، او "تا غروب بعد از مدرسه از خواندن داستان های وحشتناک مادر پیر لذت می برد. علاوه بر این، باور هیچ داستان ماوراء طبیعی یا خرافاتی برای او سخت نبود". او اغلب عقاید و مطالب خود را با دیگران در میان می گذاشت. در واقع، در داستان، او "شنوندگان را به همان اندازه با حکایت‌های جادوگری‌اش، و شگون‌های وحشتناک و مناظر و صداهای ترسناک در هوا، که در زمان‌های اولیه کانکتیکات غالب بود، خوشحال می‌کرد؛ و آنها را با حدس و گمان در مورد ستاره های دنباله دار و ستاره های در حال تیراندازی وحشتناک می ترساند، و با این واقعیت که جهان کاملاً به دور خود می چرخید، و آنها نیمی از زمان را درهم می پیچیدند!"
اروینگ ایکابد را اینگونه توصیف می کند: "مردی با اهمیت در حلقه زنانه یک محله روستایی؛ شخصیتی بیکار و نجیب زاده، با ذوق و دستاوردهای بسیار برتر نسبت به سوئن های خشن وطن، و در واقع، از نظر یادگیری فقط نسبت به کشیش پست تر". ایکابد زمان زیادی را در جمع مردم محلی به گفتن داستان های ماوراء طبیعی و بحث در مورد شایعات محلی گذراند. او را اینگونه توصیف می کنند که "مثل یک روزنامه مسافرتی که کل بودجه شایعات محلی را خانه به خانه حمل می کند به طوری که ظاهرش همیشه با رضایت همراه بود." همچنین گفته می‌شود که "یکی دیگر از منابع لذت‌بخش او این بود که شب‌های طولانی زمستان را با همسران هلندی سپری کند، در حالی که در کنار آتش می‌نشستند و در کنار آتش می‌چرخند، با ردیفی از سیب های در حال کباب شدن و صدای ترق تروق آتشدان، و گوش دادن به داستان‌های شگفت‌انگیز آن‌ها در مورد ارواح و اجنه، و مزارع بی محصول، و نهرهای خشک شده، و پل‌های متروکه، و خانه‌های جن‌زده و به خصوص سوارکار بی‌سر، یا هسی‌های پوچ در حال تاختن، که گاهی او را صدا می زدند".

### کاترینا ون تاسل
گفته می شود ایکابد "دلی نرم و احمق نسبت به جنس [مخالف] دارد". اروینگ در داستان درباره ایکابد می نویسد: "اگر راه او توسط موجودی نمی گذشت که بیش از ارواح، اجنه و کل نژاد جادوگران، و آن زن بود، زندگی خوشایندی را پشت سر می گذاشت، با وجود شیطان و همه کارهایش".
نقطه عطفی در داستان زمانی اتفاق می افتد که ایکابد شیفته کاترینا ون تاسل، دختر و تنها فرزند یک کشاورز ثروتمند به نام بالتوس ون تاسل می شود، که توجه چندانی به دخترش نمی کند به جز اینکه به شایستگی های دخترش در هنگام ستایش آنها افتخار کند. به دلیل ثروت پدرش (که ایکابد مشتاق به ارث بردن آن است)، او شروع به خواستگاری کاترینا می کند، که به نظر می رسد در نوع خود پاسخ می دهد. این موضوع توجه سرکش شهر، آبراهام "بروم بونز" ون برانت را به خود جلب می کند، که او نیز می خواهد با کاترینا ازدواج کند و در این مورد تنها توسط ایکابد به چالش کشیده می شود. علی‌رغم تلاش‌های بروم برای تحقیر یا تنبیه مدیر مدرسه، ایکابد ثابت قدم می‌ماند و به نظر نمی‌رسد هیچ کدام از شرکت‌کنندگان در طول این رقابت نمی‌توانند مزیتی کسب کنند.
بعداً، هر دو مرد به یک جشن فستیوال برداشت در ون تاسل دعوت می‌شوند، جایی که مهارت‌های اجتماعی ایکابد بسیار بیشتر از بروم است. پس از از هم پاشیدگی مهمانی، ایکابد پشت سر می ماند تا "یک به یک با وارث" انجام شود، جایی که قرار است او به کاترینا پیشنهاد ازدواج بدهد، اما به گفته راوی، "با این حال ... حتماً اشتباه کرده است، زیرا او مطمئناً، پس از فاصله‌ای بسیار زیاد، با هوای کاملاً متروک و متزلزل بیرون آمد.» به این معنی که پیشنهاد او رد می‌شود، ظاهراً به این دلیل که تنها هدف او از خواستگاری او آزمایش کردن یا افزایش تمایل بروم به او بود. بنابراین، ایکابد خانه را ترک می‌کند: "به‌هوای کسی که جوجه‌کشی می‌کرد، نه دل بانوی نجیب".

### برخورد با سوارکار بی سر
ایکابد در طول سفر خود به خانه با مسافر دیگری روبرو می شود که در نهایت مشخص می شود که سوارکار افسانه ای بدون سر است. روح یک سرباز هسی که در جریان جنگ انقلاب آمریکا با گلوله توپ سرش از بدن جدا شد. ایکابد با سوارکاری بی سر که او را تعقیب می کند فرار می کند و در نهایت از پلی نزدیک محل دفن هلندی عبور می کند. از آنجایی که روح قادر به عبور از این پل نیست، ایکابد تصور می کند که او سالم است. با این حال، قبل از اینکه ایکابد بتواند واکنشی نشان دهد، اسب‌سوار بی‌سر، سر بریده خود را به سمت او پرتاب می کند و او را از پشت اسب خود می زند و او را می فرستد "در غبار غلت بزند". صبح روز بعد، کلاه ایکابد در نزدیکی پل ناقوس کلیسا رها شده، و نزدیک آن یک کدو حلوایی خرد شده پیدا می شود. ایکابد دیگر هرگز در اسلیپی هالو دیده نمی‌شود و بنابراین تصور می‌شود که توسط سوارکار بی‌سر او را از دست داده است.
بعداً، "کشاورزی پیر که چندین سال بعد برای بازدید به نیویورک رفته بود و این گزارش ماجراجویی شبح‌آمیز از او دریافت شد" نشان می‌دهد که ایکابد هم از اسب‌سواری و هم از خشم پیش‌بینی‌شده صاحبخانه فعلی‌اش ترسیده بود تا شهر را برای همیشه ترک کند و بعداً "قاضی دادگاه ده پوندی کشور" شود. کاترینا با بروم ازدواج می‌کند، که گفته می‌شود "هر زمان که داستان ایکابد در ارتباط بود، بسیار آگاه به نظر می‌رسید و همیشه از ذکر کدو تنبل از ته دل می‌خندید". این وقایع "برخی را به این گمان واداشت که او بیشتر از آن چیزی که می‌خواهد بگوید، درباره این موضوع می‌داند". بنابراین، می توان فرض کرد که بروم خود اسب سواری بوده که از افسانه او برای خلاصی از شر رقیبش استفاده کرده است.

## اقتباس در رسانه های دیگر
- ویل راجرز نقش کرین را در فیلم صامت اسب سوار بی سر در سال ۱۹۲۲ بازی کرد.
- کرین یکی از شخصیت‌های عنوان ماجراهای ایکابد و آقای تاد (۱۹۴۹) است که توسط شرکت والت دیزنی تولید شد و همراه با فیلم کوتاه ۳۰ دقیقه‌ای "باد در درختان بید" بر اساس کتاب باد در درختان بید اثر کنت گراهام بسته‌بندی شد. این احتمالاً شناخته‌شده‌ترین نسخه است، زیرا سال‌ها به عنوان بخشی از برنامه ویژه تلویزیونی هالووین دیزنی پخش شد و یکی از واقعی‌ترین اقتباس‌های داستان اروینگ در نظر گرفته می‌شود. این تفسیر متحرک، بینگ کرازبی را به‌عنوان راوی و یگانه صداپیشه کل قطعه ۳۰ دقیقه‌ای نشان می‌دهد و هم نقش ایکابد کرین را گسترش می‌دهد تا آواز او (کرین) به جای مزامیر بینی که در داستان توضیح داده شده است، بخواند و هم آواز بروم بونز را به عنوان خواننده آخرالزمان در بر بگیرد.
- جف گلدبلوم در فیلم افسانه سوار بی‌سر (فیلم ۱۹۸۰) در نقش ایکابد کرین بازی کرد و ان‌بی‌سی یک فیلم تلویزیونی ساخت. در این نسخه، داستان با رسیدن ایکابد به خانه کاترینا و بازگشت سوارکار بدون سر به جنگل تاریک پس از برخورد با یک شیاد به پایان می رسد.
- پاسبان ایکابد کرین به عنوان قهرمان فیلم اسلیپی هالو (۱۹۹۹) به کارگردانی تیم برتون و با بازی جانی دپ بازی می کند.